# Antescofo
Antescofo és un programa desenvolupat per Arshia Cont el 2007 a l'IRCAM en col·laboració amb el compositor Marco Stroppa per assistir en situaciones de sincronització amb l'electrònica en actuacions en directe. És un sistema "polifònic" de seguiment de partitures modular, així com un llenguatge de programació síncrona per a la composició musical. Des de 2012, Antescofo està sent desenvolupat per un equip conjunt entre l'IRCAM i l'INRIA.
Un problema comú en la música electroacústica és la diferència entre el "temps" entre l'intèrpret i el so electrònic fix. Fins i tot si el detector està sincronitzat al principi, encara pot haver-hi una discrepància temporal entre tots dos després d'una determinada durada a causa de la inflexió natural del temps per part de l'intèrpret humà. Antescofo és capaç de reconèixer l'ajust del tempo en temps real a través d'un flux d'àudio d'intèrprets en directe i detectar la seva posició en una puntuació d'entrada, permetent així la sincronització. Està dissenyat per utilitzar-se amb la programació Max/MSP i PureData. Algunes funcions també existeixen a NoteAbility Pro, un programa de notació desenvolupat per Keith Hamel, per exportar informació específicament per a Antescofo. També existeix un convertidor en línia per passar partitures de MIDI o XML a Antescofo.
Antescofo està equipat amb un llenguatge síncró dedicat en temps real com a ajuda per compondre peces mixtes com a associació d'intèrprets en viu i ordinadors. L'objectiu del llenguatge és conciliar diferents nocions de temps en la creació i interpretació de músics i compositors.
A més del seu ús en música electrònica en directe, Antescofo s'utilitza freqüentment en aplicacions d'acompanyament automàtic, inclosa la veu.

## Premis i reconeixement
Antescofo ha estat presentat a les actuacions de tot el món, com ara amb la Filharmònica de Nova York, Filharmònica de Berlín, Los Angeles Philharmonic, la BBC Escocesa Orquestra, West-Eastern Divan Orchestra i més. Ha estat utilitzada per compositors com ara Marco Stroppa, Philippe Manoury, Jonathan Harvey, Pierre Boulez, i Larry Nelson.